# ناحیه صلاح‌الدین
ناحیه صلاح‌الدین (به عربی: حی صلاح الدین) یک منطقهٔ مسکونی در سوریه است که در حلب واقع شده‌است. ناحیه صلاح‌الدین ۱٫۵ کیلومتر مربع مساحت و ۶۲٬۹۳۲ نفر جمعیت دارد.

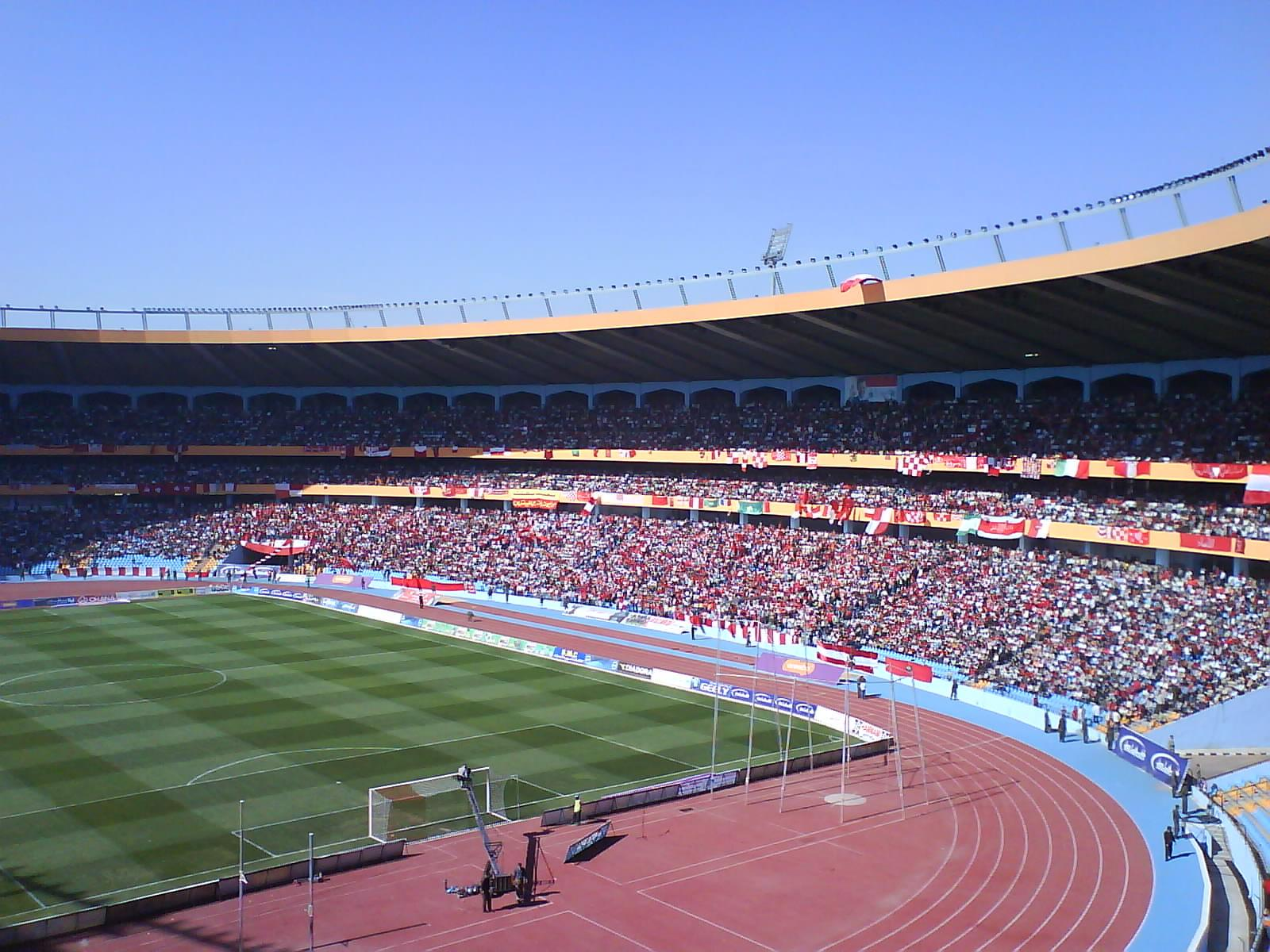
ورزشگاه بین‌المللی حلب